# Nemoria delicataria
Nemoria delicataria là một loài bướm đêm trong họ Geometridae.